# 웨즐레이 바르보자 지 모라이스
웨즐레이 바르보자 지 모라이스(Wesley Barbosa de Morais, 1981년 11월 10일 ~ )은 브라질 출신의 축구 선수이다.

## 클럽 경력
2009년 전남 드래곤즈에 임대 선수로 입단해 그해 26경기 3골 4도움을 기록하며 전남을 플레이오프 4강으로 이끌었다.
2013년 강원 FC에 1년 임대로 영입되었다.